# Mutualismo (movimento)
Mutualismo é um sistema privado de proteção social que visa criar e promover organizações de política mutualista, sociedades de seguros mutualistas e fundos de pensões mutualistas. O Mutualismo foi precursor do moderno sistema de seguros, cujos princípios assentam na reciprocidade dos serviços e na entreajuda. Consubstancia-se na existência de um fundo comum para o qual todos convergem mediante contribuições ou quotas, de modo a permitir, de forma previdente, acautelar o futuro próprio ou dos seus familiares por meio de retribuições pecuniárias ou de assistência.

## Referencias
1. ↑  MUTUALISMO Definição de Mutualismo Sistema privado de protecção
2. ↑  SOBRE AS MUTUALIDADES